# Маи Кјокава
Маи Кјокава (јап. 京川 舞; 28. децембар 1993) јапанска је фудбалерка.

## Репрезентација
За репрезентацију Јапана дебитовала је 2012. године. За тај тим одиграла је 5 утакмица.

## Статистика
| Јапан  | Јапан | Јапан |
| Год.   | Ута.  | Гол.  |
| ------ | ----- | ----- |
| 2012   | 2     | 0     |
| 2013   | 0     | 0     |
| 2014   | 0     | 0     |
| 2015   | 3     | 0     |
| Укупно | 5     | 0     |